# (5812) Jayewinkler
(5812) Jayewinkler es un asteroide perteneciente al cinturón de asteroides, región del sistema solar que se encuentra entre las órbitas de Marte y Júpiter, más concretamente a la familia de María, descubierto el 11 de agosto de 1988 por Andrew Noymer desde el Observatorio de Siding Spring, Nueva Gales del Sur, Australia.

## Designación y nombre
Designado provisionalmente como 1988 PJ1. Fue nombrado Jayewinkler en homenaje a Jaye Scott Winkler, amiga del descubridor. Residente de Cambridge, Massachusetts, es alumna de la Escuela de Salud Pública de Harvard y también amazonas consumada.

## Características orbitales
Jayewinkler está situado a una distancia media del Sol de 2,599 ua, pudiendo alejarse hasta 2,897 ua y acercarse hasta 2,301 ua. Su excentricidad es 0,114 y la inclinación orbital 14,60 grados. Emplea 1530,92 días en completar una órbita alrededor del Sol.

## Características físicas
La magnitud absoluta de Jayewinkler es 12,9. 